# Monument la mormântul comun al ostașilor căzuți în 1944 (Teiu)
Monumentul la mormântul comun al ostașilor căzuți în 1944 este un monument amplasat în Teiu, Unitățile Administrativ-Teritoriale din Stînga Nistrului, Republica Moldova. Este un monument istoric de importanță națională inclus în Registrul monumentelor Republicii Moldova ocrotite de stat cu nr. 531 (raionul Grigoriopol). Datează din 1957.